# Stanisław Hückel

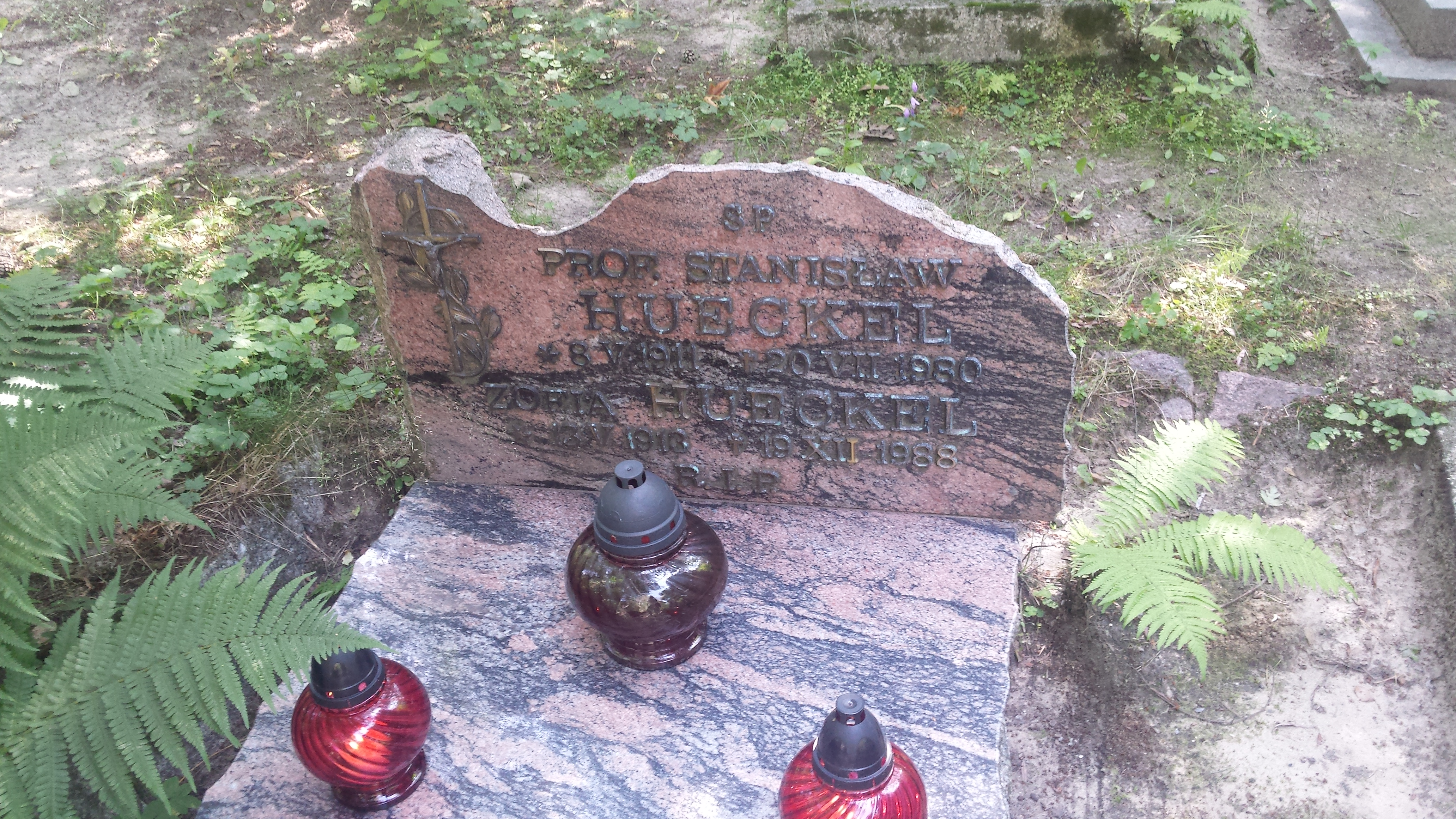
Grób profesora Stanisława Hückla na cmentarzu Srebrzysko w Gdańsku

Stanisław Maria Hückel (Hueckel) (ur. 8 maja 1911 we Lwowie, zm. 20 lipca 1980 w Gdańsku) – polski inżynier, wykładowca, rektor Politechniki Gdańskiej, członek PAN, autor projektów wodno-kanalizacyjnych, związany z budową/rozbudową wielu portów krajowych i zagranicznych.

## Życiorys
Urodził się w rodzinie Juliana, doktora medycyny, biochemika, i Heleny z Kazanowiczów. Ukończył XI Gimnazjum we Lwowie (1929). W latach 1929–1935 studiował na Wydziale Inżynierii Lądowej i Wodnej Politechniki Lwowskiej, uzyskując dyplom na podstawie pracy dotyczącej projektu skrzyżowania swobodnego drogi z koleją oraz projektu konstrukcji narożnika mostu kratowego. W ramach praktyki w czasie studiów pracował w Urzędzie Morskim w Gdyni, nadzorując budowę nabrzeży, falochronów i pogłębianie basenów w porcie w Gdyni. Tam też pracował już po uzyskaniu dyplomu.
Nadzorował budowy portów w Wielkiej Wsi (później Władysławowie), Jastarni i Pucku. Był autorem licznych projektów, kierownikiem inwestycji morskich i wodno-kanalizacyjnych, a także niektórych robót drogowych w porcie i budowy mostów. Swoimi obliczeniami statycznymi i projektami wspomagał również innych inżynierów – m.in. przy instalacji wodno-kanalizacyjnej dla szpitala w Gdyni, regulacji rzeki Kaczej czy ujęcia wody dla Wejherowa i Rumii Janowa. Wykonywał także projekty dla Marynarki Wojennej. W latach 1938–1939 wiceprezes Związku Zawodowego Inżynierów Lądowych i Wodnych w Gdyni.
W 1940 wysiedlony z Gdyni, przeniósł się do Krakowa, gdzie do lipca 1944 pracował jako statyk i konstruktor w Urzędzie Budowlanym. Od 1945 pracował także w krakowskim Urzędzie Wojewódzkim, jednocześnie prowadząc dla techników budowlanych wykłady z zakresu zaopatrzenia wodnego.
W 1945 wrócił na wybrzeże, gdzie pracował w Biurze Odbudowy Portów (BOP) w Gdańsku-Wrzeszczu jako naczelnik Wydziału Projektów i Konstrukcji obiektów w portach Gdyni i Gdańska; zaangażowany później w działalność dydaktyczną, z funkcji tej zrezygnował w 1946. Uczestniczył w opracowywaniu wielu projektów dotyczących odbudowy i zagospodarowania terenów portowych.
Od 1 października 1945 został adiunktem Katedry Budownictwa Morskiego i Portów na Wydziale Inżynierii Lądowej i Wodnej Politechniki Gdańskiej, gdzie prowadził wykłady z mechaniki gruntów i fundamentowania, hydrauliki i hydrologii. W 1950 nominowany na profesora nadzwyczajnego Wydziału Inżynierii Lądowej i Wodnej PG. W latach 1952–1954 był prorektorem Wieczorowej Szkoły Inżynierskiej, natomiast w latach 1954–1956 pełnił funkcję rektora Politechniki Gdańskiej.
Współzałożyciel oraz redaktor naczelny czasopism Technika Morza i Wybrzeża (1946–1951), następnie Technika i Gospodarka Morska (1951–1953).
Od 1957 był zastępcą dyrektora, a od 1961 do 1973 – dyrektorem Instytutu Budownictwa Wodnego PAN w Gdańsku. 9 stycznia 1960 obronił pracę doktorską pt. Zdolność kotwiąca płyt pionowych i ukośnych pogrążonych w gruncie w świetle doświadczeń modelowych. W 1962 nominowany na profesora zwyczajnego.
Z ramienia Ministerstwa Żeglugi był rzecznikiem i konsultantem rozbudowy portów w Albanii, Chinach, na Kubie. Prowadził wykłady monograficzne we Francji, b. Jugosławii, Austrii, na Węgrzech, w b. Czechosłowacji, Holandii, Meksyku i USA.
Od 1962 był członkiem korespondentem PAN, od 1971 – członkiem rzeczywistym PAN, od 1962 – członek prezydium PAN. Od 1966 był członkiem korespondentem zagranicznym Akademii Nauk i Literatury w Tuluzie.
Autor 9 monografii, 300 artykułów naukowych i technicznych, członek wielu towarzystw naukowych. 
Zmarł w Gdańsku, pochowany 24 lipca 1980 na cmentarzu Srebrzysko (rejon IX, kwatera profesorów-109).

## Najważniejsze prace
- Grodze (1959 i 1966)
- Zarys fundamentowania dla geologów (1967)
- Z dziejów hydromechaniki morskiej w Polsce (1969)
- Zakotwiczenia gruntowe w hydromechanice (1970)
- 4-tomowe Budowle morskie (1973–74)
- Zarys hydrotechniki morskiej (1976)

## Ordery i odznaczenia
- Komandorski Orderu Odrodzenia Polski (1964)[2]
- Krzyż Kawalerski Orderu Odrodzenia Polski (27 września 1955)[1]
- Srebrny Krzyż Zasługi (1948)[2]
- Medal 10-lecia Polski Ludowej (24 lutego 1955)[5]
- Medal im. Fermata Akademii Nauk, Epigrafii i Literatury w Tuluzie (1966)[2]

## Nagrody i wyróżnienia
- Nagroda Państwowa II stopnia za opracowanie podręcznika „Budowle morskie” (1955)[6]
- doktor honoris causa Politechniki Wrocławskiej (1975)[7]